# Provincia de Kenitra
La provincia de Kenitra (en árabe, إقليم القنيطرة) es una provincia marroquí situada en la región de Rabat-Salé-Kenitra, en la costa del océano Atlántico al norte de Rabat.

## Demografía
| 979 210                                                 | 1 167 301 | 1 222 663 |
| 1994, 2004 : recensement officiel ; 2007 : calculation. |           |           |

## División administrativa
La provincia de Kenitra consta de 5 municipios y 27 comunas:

### Municipios
- Kenitra
- Mehdía
- Sidi Slimane
- Sidi Yahia al Gharb
- Souk El Arbaa

### Comunas
| - Ameur Seflia - Arbaoua Ghaba - Azghar - Bahhara Oulad Ayad - Ben Mansour - Beni Malek - Boumaiz - Chouafaa - Dar Bel Amri - Haddada - Kariat Ben Aouda - Kceibya - Lalla Mimouna - Mnasra | - Mograne - Moulay Bousselham - M'Saada - Oued El Makhazine - Oulad Ben Hammadi - Oulad H'Cine - Oulad Slama - Sfafaa - Sidi Allal Tazi - Sidi Boubker El Haj - Sidi Mohamed Lahmar - Sidi Taibi - Souk Tleta Gharb |

## Ciudades de la provincia
| Municipio           | Población en 1994 | Población en 2004 |
| ------------------- | ----------------- | ----------------- |
| Kenitra             | 291 688           | 359 142           |
| Sidi Slimane        | 69 595            | 78 060            |
| Ben Mansour         | 42 661            | 51 874            |
| Souk el Arbaâ       | 37 190            | 43 392            |
| Beni Malik          | 36 269            | 43 282            |
| Ameur Seflia        | 36 187            | 41 093            |
| Sidi Mohamed Lahmar | 30 112            | 36 125            |
| Sidi Yahya el Gharb | 29 949            | 31 705            |
| M'saâda             | ~28 000           | ~35 000           |
| Dar Bel Amri        | 27 421            | 31 453            |
| Oulad H'Cine        | 25 971            | 27 972            |
| Arbaoua             | 25 260            | 29 645            |
| Mograne             | 24 263            | 26 966            |
| Mnasra              | 23 914            | 29 354            |
| Bahhara Oulad Ayad  | 22 178            | 27 488            |
| Souk Tlet el Gharb  | 21 152            | 22 416            |
| Kceibya             | 19 914            | 23 218            |
| Lalla Mimouna       | 19 843            | 24 833            |
| Boumaiz             | 19 254            | 20 419            |